# Telecaribe (Colombia)
Telecaribe es un canal de televisión regional abierta colombiano que cubre a la región Caribe del país. La señal cubre a los departamentos de Atlántico, Bolívar, Cesar, Córdoba, La Guajira, Magdalena y Sucre. Su sede de operaciones se encuentra en la ciudad de Barranquilla.
Este canal es  miembro de las Asociación de Televisiones Educativas y Culturales Iberoamericanas.

## Historia
Fue fundado el 28 de abril de 1986 durante el Festival de la Leyenda Vallenata en Valledupar, e iniciando transmisiones permanentes desde ese mismo día en su centro de emisión ubicado en la ciudad de Barranquilla. El 10 de octubre del mismo año, inició la primera programación oficial concesionada a productoras de los 7 departamentos de la región.
Telecaribe fue precedido por un canal experimental llamado Televallenato, de ahí que se conozca como el primer canal regional de Colombia.

## Gerentes del canal
- 1986-1990: José Jorge Dangond Castro (Fundador)
- 1990-1995: Jaime Abello Banfi
- 1995-1996: Andrés Salcedo González †
- 1997-1998: Iván Ovalle Poveda
- 1998: Luis Miguel Meza Espinosa (Encargado)
- 1998-2001: Julio Andrés Farah Saker
- 2001-2003: Luis Eduardo Ramos Badel †
- 2003-2009: Edgar Rey Sinning
- 2009-2012: Iván Barrios Mass
- 2012-2013: Yurissa del Castillo Romero (Encargada)
- 2013-2020: Juan Manuel Buelvas Díaz
- 2020: Hernando de la Espriella Burgos (Encargado)
- 2020-2022: Mabel Astrid Moscote Moscote
- 2022-2023: Alfonso de la Cruz Martínez (Encargado)
- 2023-presente: Ismael Fernández Gámez

## Programas
- Sucesos Internacional (1986-presente)
- Noticiero CV Noticias (1991-presente)
- Fútbol Sólo Fútbol (1995-presente)
- Noticiero Las Noticias (2003-presente)
- Barranquilla a Otro Nivel
- Programa Institucional de la Gobernación del Cesar
- Nuestras Mañanas
- Hagámoslo Rico
- Versión Libre
- Por La Ruta Del Sol
- Atlántico Para El Mundo
- El Cambio Sigue En El Magdalena
- Sucre de Primera
- Dios Fuente De Poder
- Valores
- Alza Tus Ojos
- La Ley Del Montes
- Días Saludables
- El Reportero Del Campo
- Consultorio Jurídico
- Pa'lante Caribe
- Pasión Rojiblanca
- Esquina Caribe
- Detrás Del Ring
- Desde El Punto Penal +
- Dale Play Music
- Caribe Afro
- El Campus TV
- Universo U
- La Ventana
- Entre Mujeres
- Mujer Sin Molde
- Fuerza y Gloria
- Caribe En Letras
- Franja Infantil 4, 8 y 12
- Grandes Del Vallenato
- La Grandeza Del Caribe
- Caribe Colorido
- Hablemos Claro con Mabel Morales
- Mira Tú
- Orgullo de Piel Cobriza
- Hombres de Paz
- El Reality del Humor Caribe (próximamente)
- El Coro De Las Olas (próximamente)
- Serie de Guillermo Buitrago (próximamente)
- Landero: El Viaje De Un Rey (próximamente)
- Barriga E' Trapo La Serie (próximamente)
- Orgullo Caribe (próximamente)
- La KZ (solo durante Carnaval de Barranquilla)

### Transmisiones de eventos
- Carnaval de Barranquilla
- Liga Profesional de Béisbol Colombiano
- Juegos Centroamericanos y del Caribe
- Juegos Bolivarianos
- Mundial de Patinaje
- Grandes Ligas de Béisbol
- Festival de la Leyenda Vallenata
- Festival Nacional del Caimán Cienaguero
- Fiestas del Mar en Santa Marta
- Semana Santa de Mompóx
- Coronación Señorita Atlántico
- Festival Francisco El Hombre
- Festival Nacional de Compositores de Música Vallenata
- Desfile Preliminar Miss Universo Colombia
- Festival Cuna de Acordeones
- Fiestas de Independencia de Cartagena

## Rostros del canal
- Jorge Nicolás Cura Amar (1987-presente)
- José Gómez Daza (1987-presente)
- Raúl Correa de Andreis (1990-presente)
- Jairo Martínez
- Marcos Pérez Quintero
- Oscar Montes
- Liliana Bechara
- Patricia Eugenia Villalba Sebá
- Hugo Luis Urruchurto
- Ernesto Herrera Barbosa
- Kathy Douglas
- Ericka Correa
- Rodolfo Herrera Mendoza
- Roshell Schmullson
- Eileen Karina Gudiño Ariza
- Blanca Rosa Sánchez Urquijo
- Carola Llanos
- Liliana Álvarez
- Lucía Del Mar Gómez Florez
- Camila Gómez Florez
- Kimberley Martínez
- Breinner Arteta Cañizares
- Martín Tapias Bohórquez
- Jeison Barandica
- Dayanna Escorcia
- Dr. Alberto Lozano
- Humberto Mendieta
- Ricardo Chica
- Octavio Vargas Gómez
- Isabella Sandoval
- Milena Lora
- Benjamin Henao Rincón
- Corina Ureche
- Kevin Mantilla Chacón
- Daniela Solis Lascarro
- Laura Llanos
- Melissa Andrea Cure Villa
- Rafael Zequeira "Compae Lencho"
- Andrés Montenegro
- Padre John Mario Montoya
- Estewil Quesada
- Guillermo Escalante
- Delia Rincón
- Juliana Arango
- Natalya Ruiz Blel
- Daniela Vega
- Aura Romaña Hinestroza
- Marleidys Morales Pérez "Soledad"
- Karine Vergara Chica
- Roberto Jiménez Ortega "Monky"
- Enrique Parejo "Serafin"
- Padre Hollman Londoño
- Roberto Peñaloza
- Vanessa Calderón
- Sandra Escudero
- Alí Guerrero
- Andres Felipe Carrillo Camacho
- Ismael Sierra Fernández
- Daniella Caballero
- Aura Isabel Herrera Martínez
- Susy Carbó
- Karen Lacouture
- Ismael Barrios
- José Castellón "Joselo"
- Reynaldo Ruiz
- Lucho Chamie
- Lucho Torres
- Mathieu Ruz
- Alfredo Sierra Scout
- Sebastián Hatum
- Hellen Torres
- Keisy Oviedo
- Said Gómez Molinares
- Yurley Avila Fernández
- Mabel Morales Polo
- Sergio García Gómez (solo durante Carnaval de Barranquilla)
- Edgardo Caballero (solo durante Carnaval de Barranquilla)
- Ricardo "Richy" Peñaloza (solo durante Carnaval de Barranquilla)
- Andrea Jaramillo Char (solo durante Carnaval de Barranquilla)

## Eslóganes
- 1986-1996: Telecaribe, nuestro canal
- 1996-2002: Donde está lo nuestro
- 2002-2010: Un Canal Para Construir Región Caribe
- 2010-2014: Más nuestro
- 2014-2016: Lo mejor de ti
- 2016-2017: 30 años de historias (En conmemoración por sus 30 años al aire)
- 2017-2019: En ti nos vemos
- 2019-2020: #mesuena
- 2020-2021: #teacompaña (A causa del COVID-19)
- 2021-2023: #UnCanalParaTodos
- 2023-presente: Uniendo La Región

### Eslóganes temporales
- El canal del carnaval (solo durante Carnaval de Barranquilla)
- Telecaribe, de fiesta por la región (solo en eventos regionales)